# Dialeurolonga
Dialeurolonga es un género de insectos hemípteros de la familia Aleyrodidae, subfamilia Aleyrodinae. El género fue descrito primero por Dozier en 1928.

## Especies
La siguiente es la lista de especies pertenecientes a este género.
- Dialeurolonga africana (Newstead, 1921)
- Dialeurolonga agauriae Takahashi, 1951
- Dialeurolonga ambilaensis Takahashi, 1955
- Dialeurolonga angustata Takahashi, 1961
- Dialeurolonga aphloiae Takahashi, 1955
- Dialeurolonga bambusae Takahashi, 1961
- Dialeurolonga bambusicola (Takahashi, 1951)
- Dialeurolonga brevispina Takahashi, 1951
- Dialeurolonga communis Bink-Moenen, 1983
- Dialeurolonga davidi Dubey & Sundararaj, 2006
- Dialeurolonga elliptica Takahashi, 1955
- Dialeurolonga elongata (Dozier, 1928)
- Dialeurolonga erythroxylonis Takahashi, 1955
- Dialeurolonga eugeniae Takahashi, 1951
- Dialeurolonga graminis (Takahashi, 1951)
- Dialeurolonga guettardae Martin, 2005
- Dialeurolonga hoyti Mound, 1965
- Dialeurolonga kumargiriensis Dubey & Sundararaj, 2006
- Dialeurolonga lagerstroemiae Jesudasan & David, 1991
- Dialeurolonga lamtoensis Cohic, 1969
- Dialeurolonga lata Takahashi, 1955
- Dialeurolonga maculata (Singh, 1931)
- Dialeurolonga malleshwaramensis Sundararaj, 2001
- Dialeurolonga mameti Takahashi, 1955
- Dialeurolonga mauritiensis (Takahashi, 1938)
- Dialeurolonga milloti Takahashi, 1951
- Dialeurolonga multipapilla Takahashi, 1955
- Dialeurolonga multipori Dubey & Sundararaj, 2006
- Dialeurolonga multituberculata Dubey & Sundararaj, 2006
- Dialeurolonga nemoralis Bink-Moenen, 1983
- Dialeurolonga nigra Takahashi & Mamet, 1952
- Dialeurolonga operculobata Martin & Carver in Martin, 1999
- Dialeurolonga paradoxa Takahashi, 1955
- Dialeurolonga paucipapillata Cohic, 1969
- Dialeurolonga pauliani Takahashi, 1951
- Dialeurolonga perinetensis Takahashi & Mamet, 1952
- Dialeurolonga phyllarthronis Takahashi, 1955
- Dialeurolonga pseudocephalidistincta Dubey & Sundararaj, 2006
- Dialeurolonga ravensarae Takahashi & Mamet, 1952
- Dialeurolonga rhamni Takahashi, 1961
- Dialeurolonga robinsoni Takahashi & Mamet, 1952
- Dialeurolonga rotunda Takahashi, 1961
- Dialeurolonga rusostigmoides Martin, 1999
- Dialeurolonga similis Takahashi, 1955
- Dialeurolonga simplex Takahashi, 1955
- Dialeurolonga strychnosicola Cohic, 1966
- Dialeurolonga subrotunda Takahashi, 1955
- Dialeurolonga swainei Martin, 1999
- Dialeurolonga takahashii David & Jesudasan, 1989
- Dialeurolonga tambourissae Takahashi, 1955
- Dialeurolonga tenella Takahashi, 1961
- Dialeurolonga trialeuroides Takahashi & Mamet, 1952
- Dialeurolonga vendranae Takahashi, 1961